# انورپور
انورپور (به لاتین: Anwarpur) یک منطقهٔ مسکونی در بنگلادش است که در ناحیه چاندپور واقع شده‌است.